# Ribeiret
Ribeiret (en francès Ribeyret) és un municipi francès situat al departament dels Alts Alps i a la regió de Provença – Alps – Costa Blava.

## Demografia
| 1846                                       | 1962 | 1968 | 1975 | 1982 | 1990 | 1999 | 2006 | 2017 |
| ------------------------------------------ | ---- | ---- | ---- | ---- | ---- | ---- | ---- | ---- |
| 490                                        | 144  | 141  | 123  | 130  | 125  | 114  | 107  | 113  |
| Des de 1962: població sense dobles comptes |      |      |      |      |      |      |      |      |

## Administració
| Període   | Identitat               | Partit |
| --------- | ----------------------- | ------ |
| 2008-2014 | Daniel Girousse         |        |
| 2014-     | Christiane Reynaud-Kuqi |        |